# Marina Salas i Rodríguez
Marina Salas i Rodríguez (Cornellà de Llobregat, 17 d'octubre de 1988) és una actriu catalana de cinema, teatre i televisió.
Filla de tècnic de pintura de cotxes i funcionària, als 18 anys va marxar a estudiar i residir a Londres i després a París. Posteriorment es va establir definitivament a Madrid.
Va aparèixer per primer cop a la pantalla gran en la pel·lícula Sense tu (2006), quan tenia 17 anys. Des de llavors ha interpretat papers destacats a diverses sèries catalanes i espanyoles com El cor de la ciutat, Mar de fons, Cites, Hay alguien ahí, El barco i Carlos, rey emperador.
Pel que fa a les seves actuacions cinematogràfiques, ha esdevingut coneguda per les aparicions a Tres metros sobre el cielo, Tengo ganas de ti o El Cafè de la Marina; i al teatre, per Como si pasara un tren i Fausto.